# Kościół św. Michała Archanioła w Wieluniu
Kościół św. Michała Archanioła – kościół, który znajdował się w Wieluniu. Zniszczony podczas  II wojny światowej, zachowały się jedynie fundamenty.

## Historia
Kościół wybudowano w XIII wieku. Usytuowany był przy starym rynku. W 1419 r. został podniesiony do rangi kolegiaty, po przeniesieniu jej z pobliskiej Rudy. Po ustanowieniu kolegiaty nadano jej drugie wezwanie Nawiedzenia Najświętszej Marii Panny. W świątyni odbywały się zjazdy państwowe i kościelne. Był wielokrotnie rozbudowywany. Od 1820 r. kolegiata była jednocześnie kościołem farnym. W 1824 r. abp Ignacy Raczyński wydał dekret znoszący kolegiatę. Po wielkim pożarze z 1858 r. kościół odbudowano, wznosząc m.in. wieżę, w której w 1862 r. umieszczono trzy dzwony, a w 1893 r. zamontowano zegar.
Budynek fary został znacznie uszkodzony podczas nalotu bombowego 1 września 1939 r. (zob. bombardowanie Wielunia), na samym początku II wojny światowej. Zburzona została cała prawa nawa boczna, ale budynek nadawał się do odbudowy. W 1940 r. naruszony gmach został przez Niemców wysadzony w powietrze, a później rozebrany do fundamentów.
W latach 1988–1991 odkryto i nadbudowano fundamenty zniszczonej kolegiaty.

## Galeria

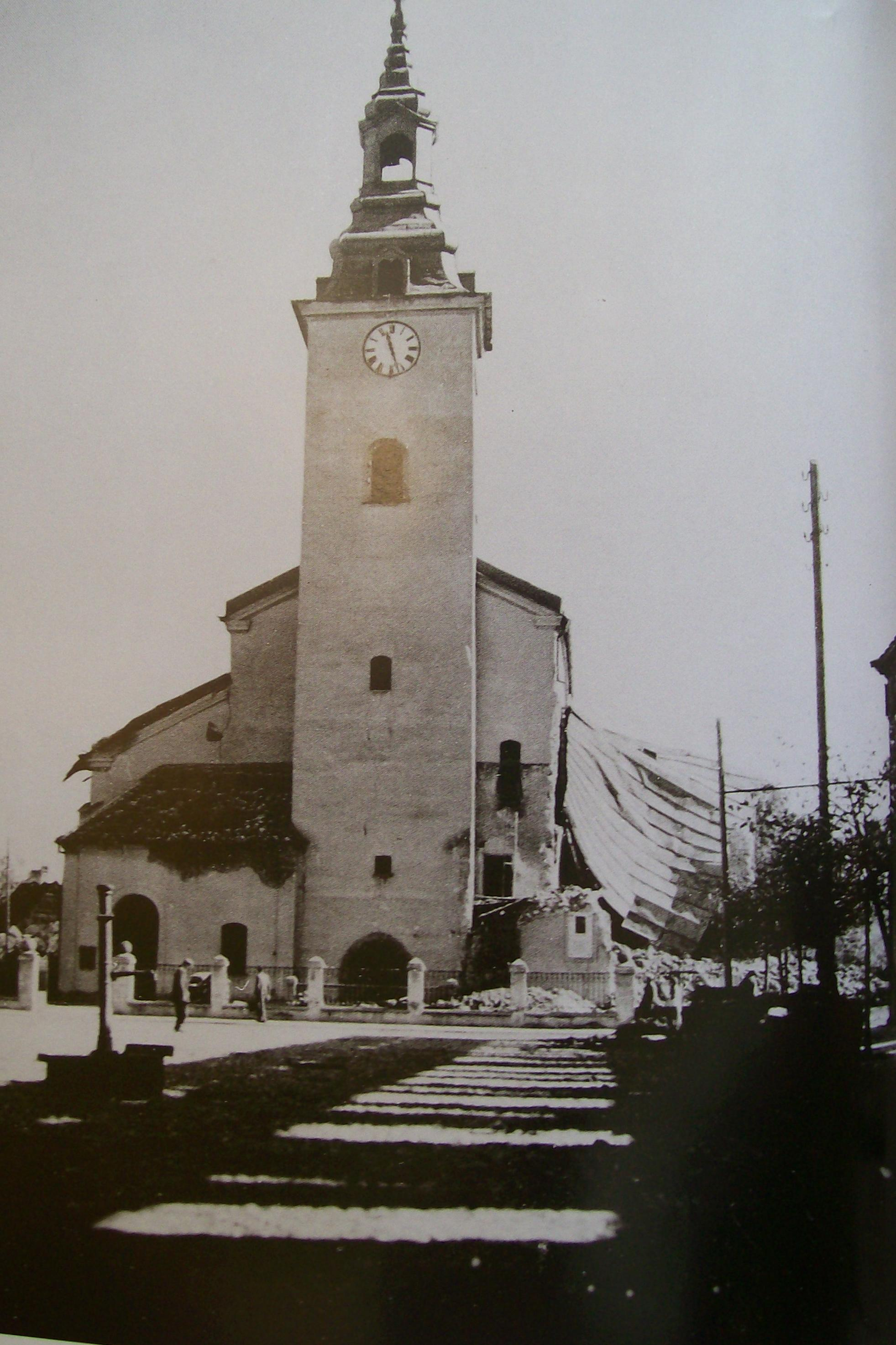
Kościół po zbombardowaniu przez Luftwaffe, 1939
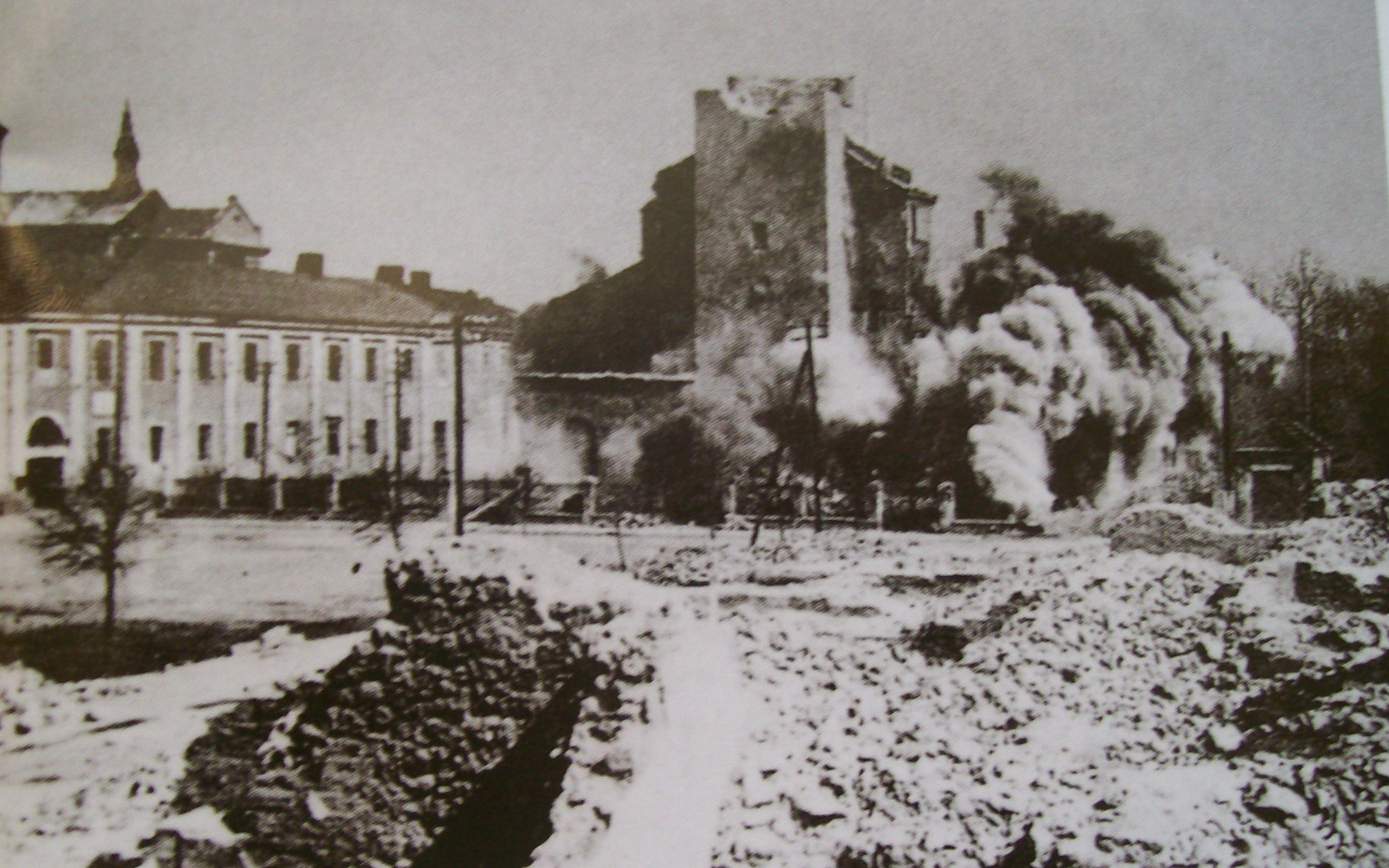
Wysadzanie świątyni przez Niemców, 1940
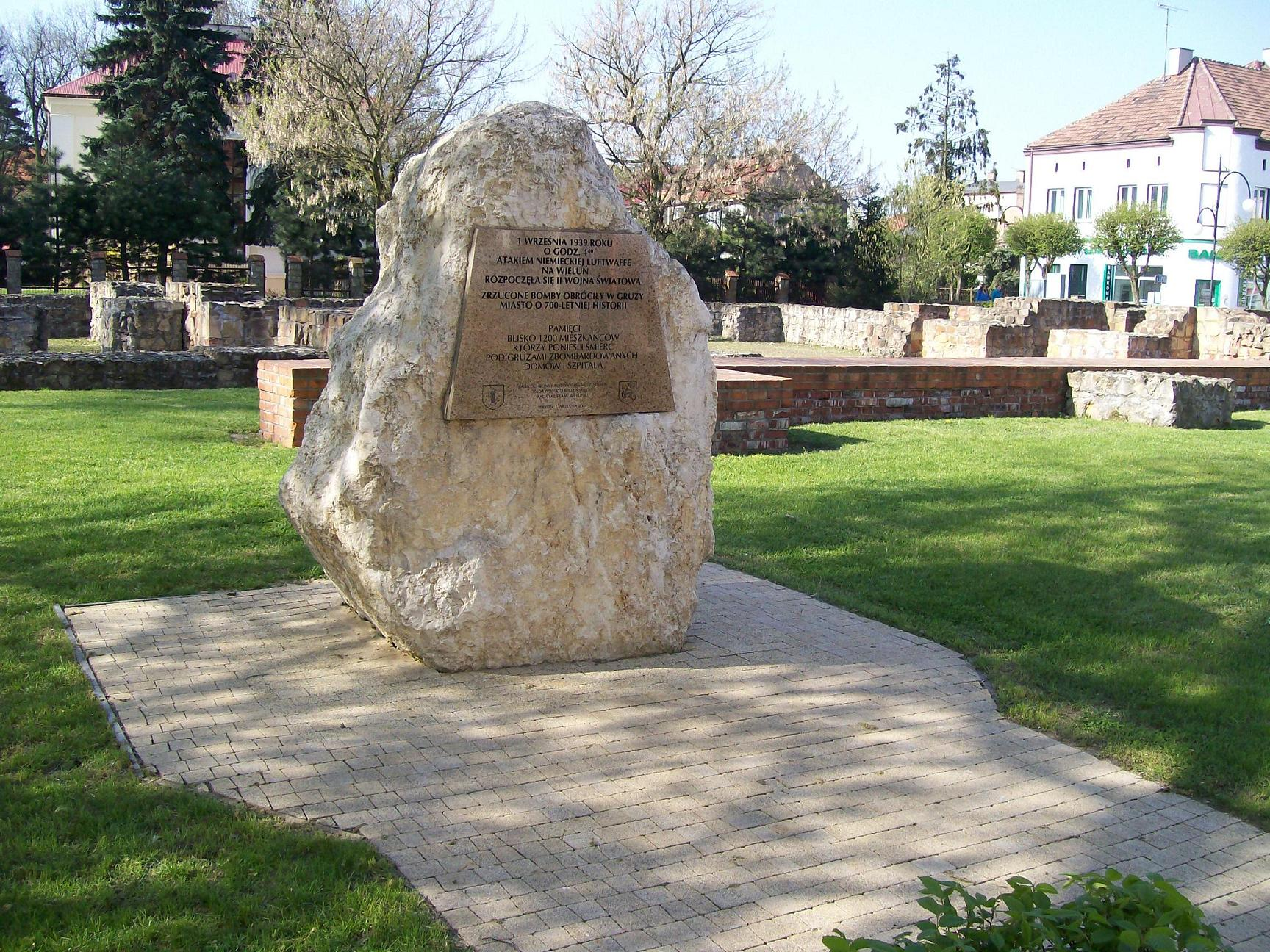
Pomnik odsłonięty przez prezydenta Aleksandra Kwaśniewskiego w 2004 r., upamiętniający ofiary bombardowania, w tle relikty fary
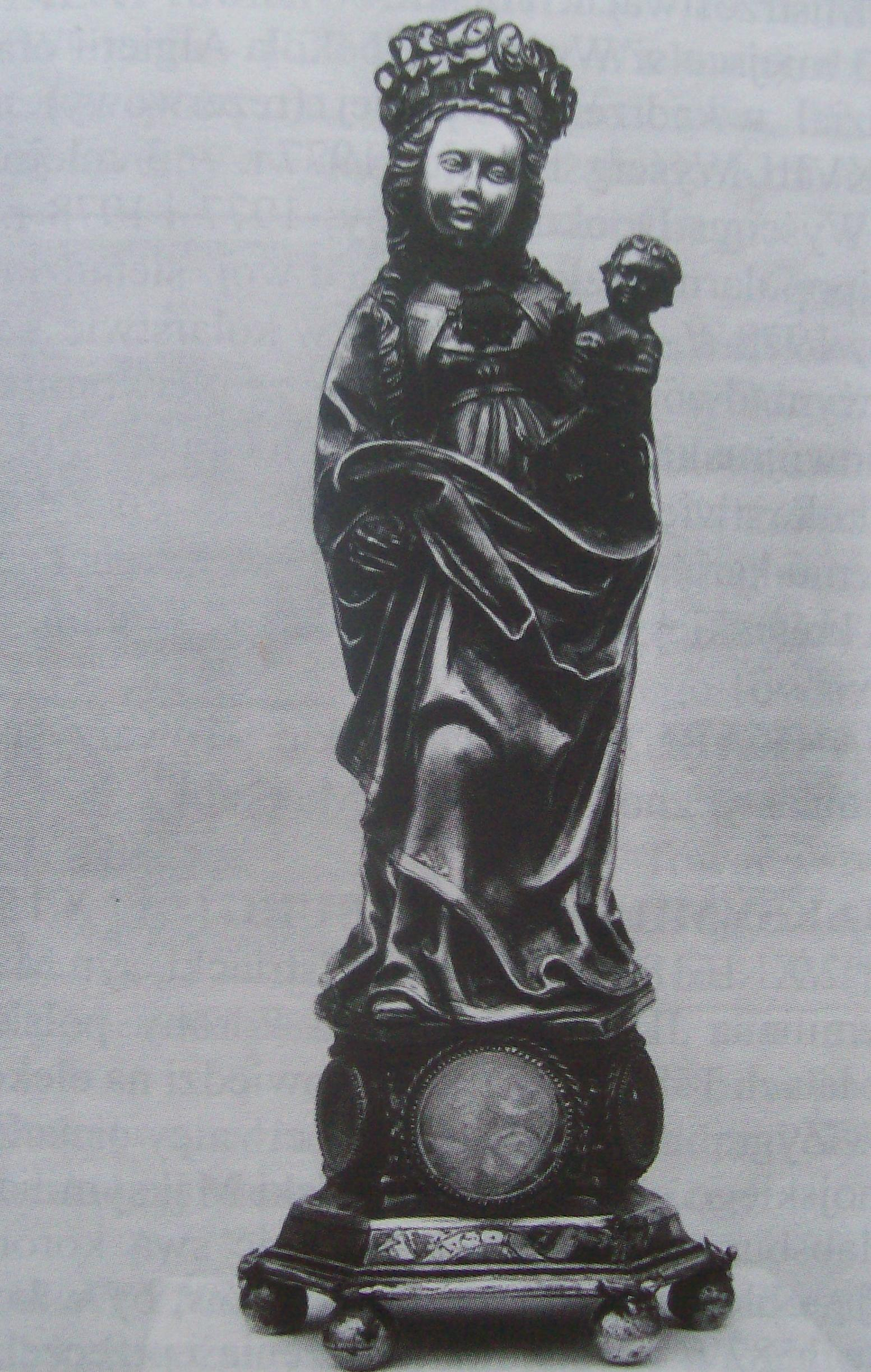
Srebrna figurka Madonny Wieluńskiej z 1510 r. - do 1939 r. na wyposażeniu świątyni, zaginiona podczas II wojny światowej